# Stobno (jezioro w województwie lubuskim)
Stobno – jezioro w Bruździe Zbąszyńskiej, w powiecie międzyrzeckim, w gminie Pszczew, położone na terenie Pszczewskiego Parku Krajobrazowego.
Jezioro otoczone lasami, leży około 500 m na zachód od miejscowości Borowy Młyn, kilkaset metrów na południowy zachód od jeziora Chłop. Dogodny dostęp do brzegu znajduje się od wschodu. Brzegi dość urozmaicone.

## Hydronimia
Jezioro pojawia się w źródłach w 1564 jako Stoben, a następnie Stobne (1939), Stubbensee (1944), Stubin (1949), Jez. Stubińskie (1964), Stobień (1983). 17 września 1949 roku wprowadzono urzędową nazwę jezioro Stobno. Państwowy rejestr nazw geograficznych jako nazwę akwenu podaje Stobno, nie wymieniając nazw obocznych.

## Morfometria
Według danych Instytutu Meteorologii i Gospodarki Wodnej powierzchnia zwierciadła wody jeziora wynosi 27 ha, natomiast według danych Instytutu Rybactwa Śródlądowego wielkość to 23,5 ha.
Średnia głębokość zbiornika wodnego to 5,2 m według IMGW i 6,2 m według IRŚ, a maksymalna – 12 m. Objętość jeziora według różnych źródeł wynosi od 1404 tys. m³ do 1466,6. Maksymalna długość jeziora to 890 m, a szerokość 370 m. Długość linii brzegowej wynosi 2500 m.
Według Atlasu jezior Polski (red. J. Jańczak, 1996) lustro wody znajduje się na wysokości 52,8 m n.p.m., natomiast według numerycznego modelu terenu udostępnionego przez Geoportal lustro wody znajduje się na wysokości 52,1 m n.p.m.
Według Mapy Podziału Hydrograficznego Polski jezioro leży na terenie zlewni dziewiątego poziomu Zlewnia jez. Wędromierz. Identyfikator MPHP to 187875925.

## Zagospodarowanie
Administratorem jest Regionalny Zarząd Gospodarki Wodnej w Poznaniu – utworzył on obwód rybacki obejmujący wody jeziora Stobno o nazwie: Obwód rybacki jeziora Stobno na cieku bez nazwy w zlewni cieku Struga Wrońska – Nr 1. Gospodarkę rybacką prowadzi na jeziorze Polski Związek Wędkarski Okręg w Gorzowie Wielkopolskim.

## Ochrona Środowiska
Jezioro znajduje się na terenie Pszczewskiego Parku Krajobrazowego oraz w granicach dwóch obszarów sieci Natura 2000: specjalnego obszaru ochrony siedlisk „Rynna Jezior Obrzańskich” PLH080002 i obszaru specjalnej ochrony ptaków „Jeziora Pszczewskie i Dolina Obry” PLB080005. W pobliżu wschodniego brzegu jeziora znajduje się użytek ekologiczny Nad Obrą. Niedaleko północnego brzegu jeziora w 2002 roku utworzono użytek ekologiczny Nad jeziorem Stobno. Ochroną objęto tam niewielkie bagno z lustrem wody porośniętym przez osokę aloesowatą, otoczone naturalnym podmokłym olsem.